# Redmi 8
Redmi 8是小米科技旗下的子品牌Redmi（原红米手机系列）于2019年10月14日发布的智能手机系列，包含Redmi 8和Redmi 8A 两款机型。

该智能手机定位于“五星高品质入门机”。即通过优秀的续航表现、不俗的外观设计以及均衡的性能体验等而让目标用户也能享受到优质的入门机体验。

## 概述
Redmi 8 / Redmi 8A 是Redmi 7 / Redmi 7A的换代产品，主要卖点为“长续航 大内存”。

## 外观
Redmi 8 / Redmi 8A正面采用了一块6.22英寸的LCD材质“水滴屏”（即异形全面屏），分辨率为1520×720，两款机型均采用美国康宁公司生产的第五代大猩猩玻璃，并且均通过了德国莱茵研究室的 TÜV 低蓝光护眼认证。Redmi 8和Redmi 8A的背面均采用板材材质的3D曲面机身，不同的是Redmi 8采用了亮面纹理的四曲面设计，当光线扫过时会有一道特殊的纹路显现；而Redmi 8A则是磨砂质感设计。

## 性能
Redmi 8 / Redmi 8A均采用高通骁龙 439处理器，并且均配备3GB+32GB、4GB+64GB 两种存储规格。

## 拍摄
Redmi 8的后置摄像头模组采用了1200万+800万像素的双摄，摄像头模组与之前发布的Redmi 7基本相同；其中主摄像头的光圈值为F2.2，单个像素面积1.25μm；而副摄像镜头光圈值为F2.4。

Redmi 8A则只采用了一颗1200万像素的后置摄像头，参数与Redmi 8相同。

前置摄像头模组两款机型都采用了800万像素的摄像头，支持AI技术美颜、背景虚化等。

## 续航
Redmi 8 / Redmi 8A搭载了一块5000mAh（typ）的电池，并且两款机型均支持18W快充，标配最大功率为10W的充电器。

## 售价
Redmi 8 / Redmi 8A发布时的售价为（以人民币为单位）：

Redmi 8
- 3GB+32GB：799元
- 4GB+64GB：899元

Redmi 8A
- 3GB+32GB：699元
- 4GB+64GB：799元

## 外部連結
- 官方网站

| 前任者： Redmi 7 / Redmi 7A | Redmi 8 / Redmi 8A 2019 |